# St. Bernardus
St. Bernardus (Синт Бернардус) — бельгийская пивоварня, расположенная на территории деревушки Ватау (Watou) в провинции Западная Фландрия.

## История
История пивоварни связана с двумя разными траппистскими монастырями. Один из монастырей, принадлежавший к аббатству Catsberg, первоначально располагался в деревне Godewaersvelde на севере Франции. Антиклерикальные настроения во Франции в конце XIX века вынудили монахов этого монастыря перебраться в Бельгию, в небольшую деревню Ватау, расположенную всего в нескольких километрах от Godewaersvelde. В Бельгии аббатство Catsberg сменило название и стало называться «Refuge Notre Dame de St. Bernard». Монахи поддерживали себя производством сыра. В 1934 году, после спада антиклерикализма, монахи вернулись на территорию Франции, оставив заброшенной свою сыроварню в Ватау. Впоследствии, сыроварня была приобретена частной компанией Evarist Deconinck.
В 1945 году другой траппистский монастырь Trappist Monastery St. Sixtus, расположенный на территории аббатства Westvleteren (Вествлетерен) в Западной Фландрии, ограничил коммерческий выпуск своего пива, оставив производство лишь для нужд самих монахов. Однако, в 1962 году лицензия на производство пива в течение 30 лет была продана компании Evarist Deconinck, которая параллельно производству сыра стала выпускать пиво под брендом Sixtus (соответствует современным сортам Abt 12, Prior 8, Pater 6 и Extra 4).
В 1992 году лицензия истекла и компания не могла более производить пиво под тем же брендом. Тем не менее, оригинальные сорта пива Sixtus стали производиться той же компанией под новым брендом — St. Bernardus. В связи с производством вне стен действующего монастыря, пиво St. Bernardus было исключено из категории траппистского пива, но осталось в категории аббатского, так как имело монастырскую предысторию.

## Ассортимент
На сегодняшний день, пивоварня St. Bernardus производит 9 сортов пива:
- St. Bernardus Extra 4 (4,8 %) — классическое аббатское пиво, относящееся к категории «Single». Имеет светло-золотистый цвет с выраженным хмелевым вкусом. С 70-х годов коммерческое производство этого сорта было прекращено. Возвращение на рынок произошло лишь в 2014 году.
- St. Bernardus Pater 6 (6,7 %) — классическое аббатское пиво, относящееся к категории «Dubbel». Имеет каштановый цвет с фруктовыми нотками дыни и банана. Является одним из оригинальных сортов производимых по лицензии Westvleteren.
- St. Bernardus Prior 8 (8 %) — классическое аббатское пиво, относящееся к категории «Dubbel». Имеет рубиновый цвет, с насыщенной кремовой текстурой и нотками кокоса. Является одним из оригинальных сортов производимых по лицензии Westvleteren.
- St. Bernardus Abt 12 (10 %) — классическое аббатское пиво, относящееся к категории «Quadrupel». Имеет темный цвет и сложную фруктовую вкусовую композицию. Является одним из оригинальных сортов производимых по лицензии Westvleteren.
- St. Bernardus Tripel (8 %) — классическое аббатское пиво, относящееся к категории «Tripel». Имеет светлый цвет, слегка сладкое с апельсиновыми нотками.
- St. Bernardus Wit (5,5 %) — традиционно бельгийское пшеничное пиво. Содержит нотки кориандра и апельсина.
- St. Bernardus Christmas Ale (10 %) — классическое аббатское пиво, относящееся к категории «Quadrupel». По вкусовому составу похоже на Abt 12, с добавлением мятных ноток. Является сезонным пивом, приготовляемым к Рождеству.
- Watou Tripel (7 %) — классическое аббатское пиво, относящееся к категории «Tripel». Имеет золотистый цвет с дрожжевыми нотками.
- Grottenbier (6,5 %)

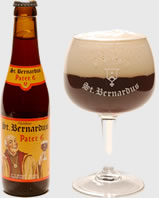
St. Bernardus Pater 6
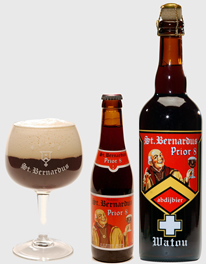
St. Bernardus Prior 8
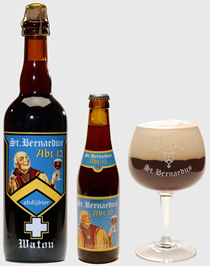
St. Bernardus Abt 12
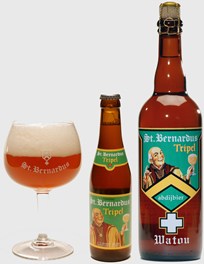
St. Bernardus Tripel
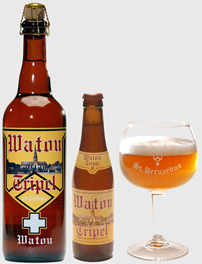
Watou Tripel
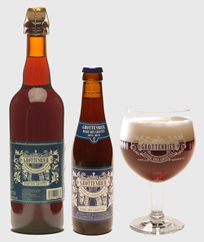
Grottenbier